# Клаус, Карл Фридрих Вильгельм
Карл Фридрих Вильгельм Клаус (нем. Carl Friedrich Wilhelm Claus, 2 января 1835, Кассель — 18 января 1899, Вена) — немецкий зоолог. 

## Биография
С 1854 года учился в Марбургском университете, затем в Гисенском университете у Рудольфа Лейкарта. В 1857 году он получил степень доктора по философии. В 1858 году в Марбурге защитил диссертацию по зоологии и стал экстраординарным профессором зоологии в Вюрцбургском университете. С 1863 года он стал профессором Марбургского университета; в 1870 году перешёл в Гёттингенский университет, а в 1873 году — в Венский университет, где преподавал до 1896 года. Заведовал зоологической станцией в Триесте.
В своих исследованиях Карл Клаус занимался беспозвоночными животными, особенно ракообразными и кишечнополостными. Придавая «естественному отбору» значение только одного из важных факторов развития, К. Клаус стоял за учение о «видоизменении функций» в интересах приспособления к окружающей среде.
Его труды изложены в специальных журналах и в отдельно изданных сочинениях:
- «Die frei lebenden Copepoden» (Лейпциг, 1863)
- «Untersuchungen zur Erforschung der genealog. Grundlage des Krustaceensystems» (Вена, 1876)
- «Untersuchungen über die Organisation und Entwicklung der Medusen» (Прага, 1883)
- «Die Platysceliden» (Вена, 1887) и
- «Lehrbuch der Zoologie» (иллюстриров., Марбург, 1890) — один из наиболее распространенных учебников по зоологии, переведенный и на русский язык.

Он основал также журнал «Arbeiten aus dem zoolog. Institut der Universität Wien und der zoolog. Station in Triest» (Вена, 1878 и сл.), в коем появился ряд его работ:
- «Ueber Halistemma tergestinum»
- «Ueber Charybdea marsupialis»
- «Neue Beitrage zur Morphologie der Krustaceen»
- «Ueber die Organisation und Entwicklung von Branchipus und Artemia»
- «Organismus der Nebaliden»

Клаус принадлежит к числу сторонников теории превращения видов, но расходится с крайним представителем дарвинизма в лице Геккеля, что видно в брошюре «Lamarck als Begründer der Descendenzlehre» (1888), и с попытками механическо-физиологического объяснения происхождения видов Негели, а также с воззрениями Вейсмана («Ueber die Wertschätzung der natürlichen Zuchtwahl», 1888).
Похоронен на венском Дёблингском кладбище.